# Lokomotiva 729
Lokomotiva řady 729, z výroby označené jako řada T 419.0 (nově 729.5) a T 419.1 (nově 729.6), je dieselelektrická lokomotiva vyráběná firmou ČKD Praha s přestávkami mezi lety 1983 a 1992. Jde o specializovaný typ lokomotivy, určený především do hutních a dalších průmyslových provozů.

## Vznik
Hlavním impulzem pro vývoj nového typu lokomotivy, přizpůsobeného provozu v náročných hutních podmínkách, byly požadavky ostravské NHKG (Nová huť Klementa Gottwalda), jenž disponovala nedostatkem vhodných lokomotiv ve vlastních provozech – hromadně vyráběné stroje řady T 448.0 (dnes 740) byly pro její podmínky příliš výkonné a lehké. Přestože byla výrobní kapacita pražského ČKD v pozici monopolního výrobce motorových lokomotiv v Československu omezená, prosadilo si nakonec hutnictví jakožto důležité průmyslové odvětví své, tyto podněty byly vyslyšeny a zkraje 80. let započaly konstrukční práce na novém typu speciální hutní lokomotivy. Nejdůležitějšími parametry byly:
- Vysoká nápravová hmotnost (nutná pro patřičnou adhezi)
- Nízká maximální rychlost (kvůli průběhu tažných sil)
- Snížení kapot (pro zajištění kvalitního výhledu do všech stran, především při posunu)

## Technický popis
Tato lokomotiva, označená řadou T 419.0, vyšla v maximální možné míře z již vyráběných řad T 448.0 a T 457.0 (730), aby nemusely být složitě vyvíjeny všechny nové komponenty. Použit byl proto shodný spalovací motor K 6 S 230 DR, nastavený na výkon 600 kW jako u řady T 457.0. Pro dosažení vyšších tažných sil byly ale upraveny trakční motory z výkonnějších řad T 669.0/1 pod označením TE 006 B. Zároveň byl celý rám včetně čelníků vyroben z mohutnějších plechů, aby celková hmotnost lokomotivy narostla až na 84 tun (proti 68 tunám u řady T 457.0). Tvar kapot byl pozměněn na základě požadavků hutí, aby umožňoval co nejlepší rozhled do všech stran. Prototypy se ještě částečně podobaly řadě T 457.0, sériové lokomotivy již ale byly plně uzpůsobeny dle přání zákazníka a kapoty sníženy na nejnižší možnou mez. 
Jednou z hlavních předností nové lokomotivy bylo také dosazení dálkového ovládání pomocí radiostanice Theimeg, dovezené z NSR. Toto zařízení umožnilo sloučit funkci strojvedoucího a posunovače do jedné osoby a ušetřit tak počet zaměstnanců; již dříve bylo na NHKG testováno na lokomotivách řady T 669.1. Na lokomotivě T 419.0511 (729.511) byla ověřována zástavba EDB, která se osvědčila a byla poté montována do všech sériově vyráběných lokomotiv řady T 419.1. Výkon odporníku EDB činí 918 kW.

## Výroba a počátky provozu

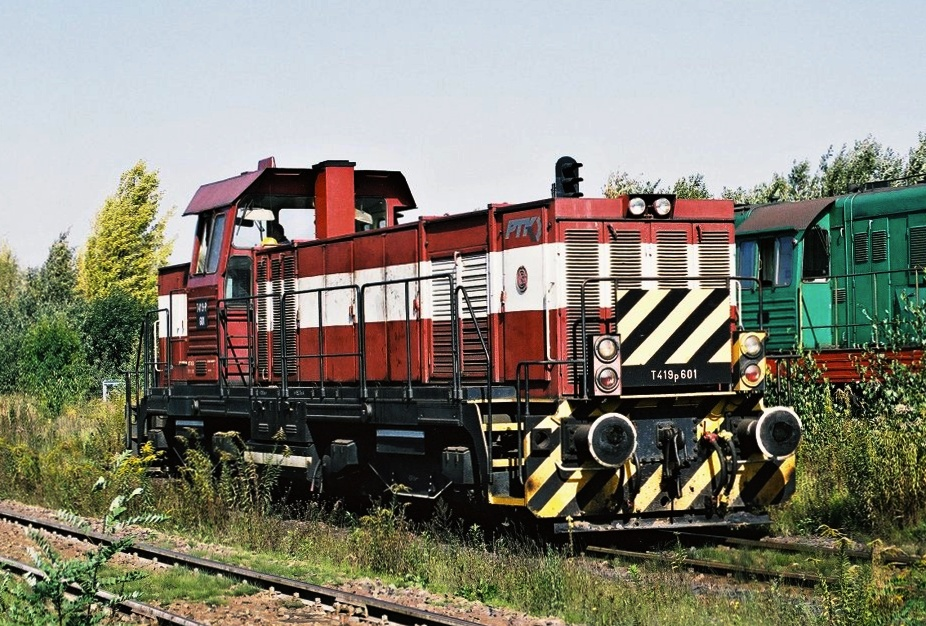
T419P-601 v provozu u polského dopravce PTKiGK Rybnik

První dva prototypy byly dokončeny v roce 1983 a dodány do NHKG, kde podstoupily rozsáhlé zkoušky. Zapracováním připomínek vznikla definitivní podoba, kterou objednavatel akceptoval a objednal desetikusovou ověřovací sérii. Její výroba proběhla během roku 1986 a jednotlivé lokomotivy si rozdělilo více průmyslových podniků – tři kusy odebrala sama NHKG (mezi nimi i stroj 511 s EDB), jednu Vítkovické železárny (tehdejší VŽKG), dvě Třinecké železárny, tři Východoslovenské železárny v Košicích a poslední získaly válcovny trub v Chomutově. 
Stroje se osvědčily a provoz testovacího stroje s elektrodynamickou brzdou prokázal její velký přínos, proto byla následně objednávána pouze vylepšená verze pod označením T 419.1 (dnes 729.6, starší lokomotivy byly později označeny řadou 729.5). Z celkového počtu 20 vyrobených kusů jich 19 zůstalo v Československu a jedna zamířila do Polska, konkrétně do uhelných dolů poblíž Rybniku (označení T419P-601). Odběrateli se opět staly hutní a průmyslové podniky.

## Využití

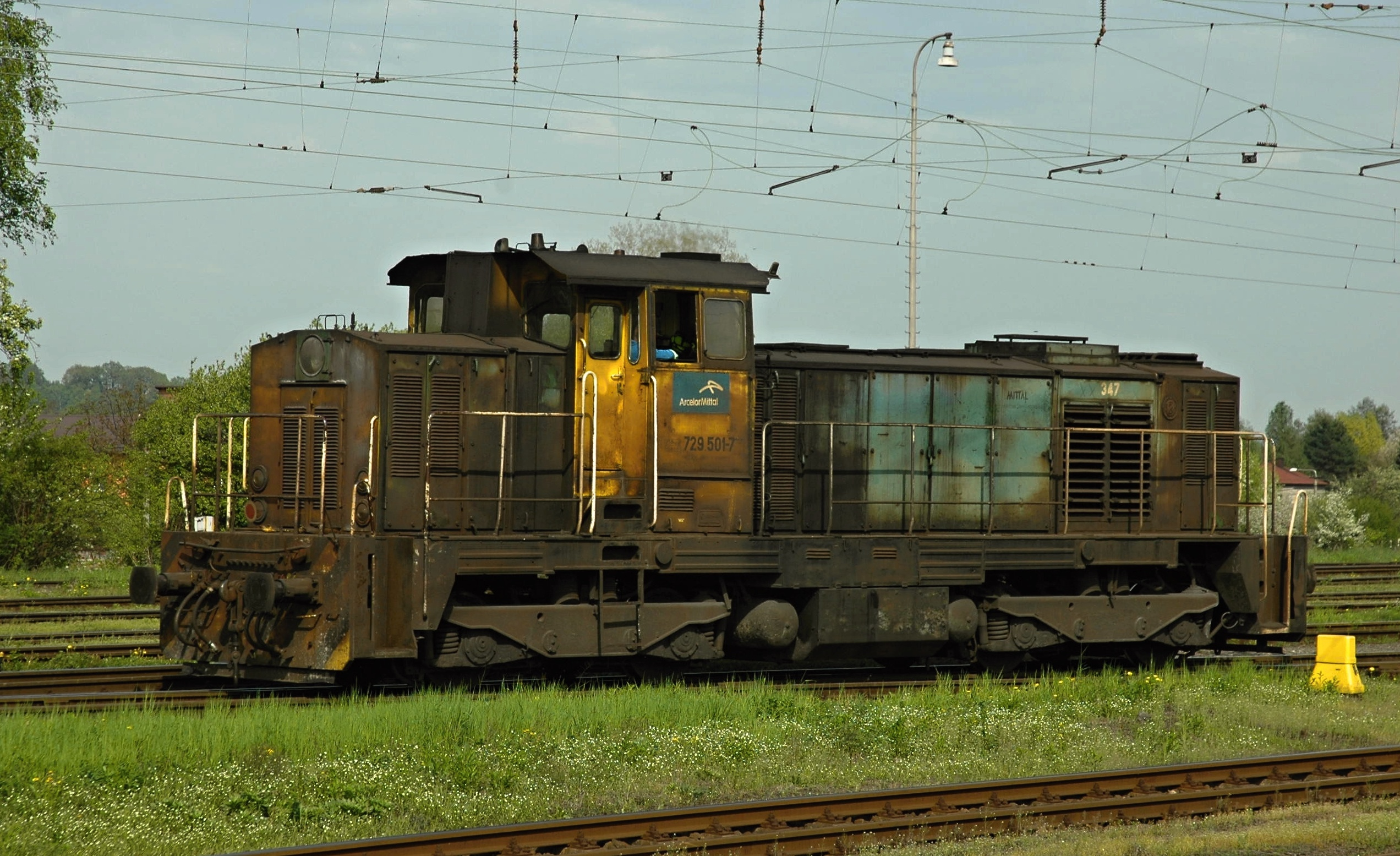
Již sešrotovaná prototypová lokomotiva 729.501 v provozu ArcelorMittal Ostrava

Jak již bylo zmíněno, nové lokomotivy přinesly v provozu značné úspory a zlepšení pracovních podmínek. Se zavedením povelových radiostanic stačil na obsluhu lokomotivy jeden pracovník, další značné finanční náklady ušetřila efektivní elektrodynamická brzda díky snížení spotřeby brzdových zdrží na zlomek původního množství. Vhodná trakční charakteristika také umožnila nahradit těmito lokomotivami větší stroje řad T 448.0 a T 669.0/1 (770/771), jenž byly pro vlečkový provoz nevhodné. V provozu byly lokomotivy dále mírně upravovány podle potřeb jednotlivých majitelů. Později došlo i k několika přesunům – lokomotiva 729.615 byla z neratovické Spolany díky své atypičnosti prodána do Košic, 729.608 byla pro svůj vysoký výkon Válcovnami trub Frýdek-Místek vyměněna za menší stroj řady 709, jedna lokomotiva se dostala do podniku Slovmag v Lubeníku a z Polska se vrátil stroj T 419P-601, který po opravě odkoupily Železárny Podbrezová. Ostatní lokomotivy slouží až na výjimky stále beze změn v podnicích, kam byly dodány; pouze lokomotiva 729.510 je odstavena bez využití v Chomutově.

### Modernizace
V provozu Třineckých železáren byly lokomotivy podrobeny i modernizacím. Jako první byla na rekonstrukci přistavena lokomotiva 729.503, ze které zástavbou motoru CAT, elektronického řídicího systému, dodatečnou montáží EDB a dalšími úpravami vznikl roku 2007 stroj označený 729.701. Později byla stejně upravena i druhá místní lokomotiva 729.512, po přestavbě označená 729.702. 

## Odvozené typy
Na základě provedení řady T 419.0 přehodnotily ČSD svůj plán nakoupit lokomotivy řady T 457.0 a místo nich si zadaly výrobu upravené verze po vzoru hutních lokomotiv pod označením T 457.1 (dnes 731). Této řady se celkem vyrobilo 62 kusů a ve větší části se shoduje s řadou T 419.1.